# Gesetz zur Vereinheitlichung des Rechts der Eheschließung und der Ehescheidung im Lande Österreich und im übrigen Reichsgebiet
Das deutsche Gesetz zur Vereinheitlichung des Rechts der Eheschließung und der Ehescheidung im Lande Österreich und im übrigen Reichsgebiet vom 6. Juli 1938 vereinheitlichte nach dem Anschluss Österreichs „vorbehaltlich einer abschließenden Neuordnung des gesamten Eherechts“ das Eherecht in Österreich und im übrigen Reichsgebiet zum 1. August 1938.
Gegenstände des Ehegesetzes waren das Recht der Eheschließung und der Ehescheidung. Diese waren wie auch die anderen Bestimmungen des Eherechts (z. B. das eheliche Güterrecht) im Deutschen Reich seit dem 1. Januar 1900 Teil des Bürgerlichen Gesetzbuches (BGB) gewesen, in Österreich Teil des Allgemeinen bürgerlichen Gesetzbuchs (ABGB) von 1811.

## Eheschließung und Ehescheidung im ABGB
Das Eherecht des AGBG (§§ 44–136) war stark konfessionsbezogen. Neben Bestimmungen, die konfessionsübergreifend galten, gab es eigene Bestimmungen für Katholiken, nicht katholische Christen (evangelische und orthodoxe Christen, die sog. Akatholiken) und Juden. Die Regelungen für die Katholiken als Mitgliedern der ehemaligen „Staatskirche“ der Habsburgermonarchie dominierten.
Materiell knüpfte das ABGB an das Josephinische Ehepatent von 1783 an, welches erstmals das kirchliche Eherecht durch ein staatliches abgelöst hatte, jedoch ein unterschiedliches Eherecht für die einzelnen Konfessionen aufrechterhielt und beispielsweise für Katholiken kein Scheidungsrecht „dem Bande nach“ kannte, sondern nur die „Trennung von Tisch und Bett“ (§§ 103, 111 ABGB). Für Mischehen zwischen Katholiken und Akatholiken galten besondere Bestimmungen. Die Eheschließung zwischen Christen und Juden war nicht möglich. Sie wurde auch von jüdischen Rechtsgelehrten grundsätzlich abgelehnt. Die Eheschließung unter Juden bedurfte einer besonderen staatlichen Bewilligung.
Mit dem Österreichischen Konkordat von 1933 war die Eherechtskompetenz für Katholiken wieder an die Kirche gefallen.

## Eheschließung im Deutschen Reich
Das erste, kaum 10 Monate nach der Machtergreifung der Nationalsozialisten verabschiedete Gesetz über Missbräuche bei Eheschließung und Adoption vom 23. November 1933 (RGBl. 1933 I S. 979) fügte einen § 1325a in das BGB ein. Dieser betraf die Ehenichtigkeit bei Verdacht einer sogenannten Scheinehe (Führung des Familiennamens des Mannes durch die Frau, ohne dass eine Lebensgemeinschaft besteht). Dieses Gesetz war in seiner Sprache noch eher zurückhaltend.
Mit dem Gesetz zum Schutze des deutschen Blutes und der deutschen Ehre vom 15. September 1935 wurden sämtliche Eheschließungen zwischen „Juden und Staatsangehörigen deutschen oder artverwandten Blutes“ verboten, ebenso wie außereheliche geschlechtliche Beziehungen.
Das sogenannte Ehegesundheitsgesetz (Gesetz zum Schutze der Erbgesundheit des deutschen Volkes vom 18. Oktober 1935) verlangte Ehetauglichkeitszeugnisse für Brautleute und schloss Menschen mit bestimmten Krankheiten von der Ehe aus. Letzteres sowie die im Laufe der Zeit immer weiter verschärften Ausführungsverordnungen des Ersteren stammten aus der Feder von Hans Globke, später Staatssekretär unter Adenauer, und Wilhelm Stuckart, zuletzt Ruhebeamter der Bundesrepublik nach der Einstufung B3 als Ministerialrat. Der Mitkommentator Herbert Linden beging 1945 Suizid.
Das deutsche Eherecht im Zweiten Weltkrieg schuf Sonderregelungen für Wehrmachtsangehörige zu Eheschließung und Ehescheidung.

## Gesetz zur Vereinheitlichung des Rechts der Eheschließung und der Ehescheidung 1938
Vorbehaltlich gewisser Übergangsvorschriften wurden die Bestimmungen des BGB und des ABGB über Eheschließung und Ehescheidung mit Wirkung zum 1. August 1938 aufgehoben und fortan im NS-EheG einheitlich geregelt. Speziell das Eherecht gehörte zu den Rechtsgebieten, die in der Zeit des Nationalsozialismus grundlegend neugestaltet wurden. Insbesondere das Ehescheidungsrecht wurde von den Nationalsozialisten bewusst instrumentalisiert, um die Vorstellungen von Ehe und Familie im Sinne der nationalsozialistischen Ideologie umzusetzen.
Die eherechtliche Praxis in Österreich widersprach den nationalsozialistischen Wertvorstellungen zur Gänze. Die Ehe sollte durch den Staat und nicht kirchlich gesteuert werden, insbesondere wurde eine „Durchdringung der Ehe durch den Staat im Dienste der Volksgemeinschaft“ angestrebt. Neu in Österreich eingeführt wurde mit dem EheG 1938 die obligatorische Zivilehe sowie das Amt des Standesbeamten, der für die Eheschließungen zuständig ist. 
Im BGB waren die einzelnen Scheidungsgründe kasuistisch und abschließend aufgezählt, beispielsweise Ehebruch, böswilliges Verlassen und andere schwere Verfehlungen wie grobe Misshandlung (§§ 1564 bis 1569 BGB). In Österreich war es gar nicht möglich, eine Ehe zu scheiden, wenn mindestens ein Ehegatte katholisch war. Mit dem Anschluss Österreichs entstand insoweit ein besonderes Bedürfnis nach Rechtsvereinheitlichung. §§ 47 ff., 55 EheG ermöglichte daher über die hergebrachten Scheidungsgründe hinaus und unabhängig von individuellem Verschulden und religiösen Vorstellungen, nach dreijähriger Aufhebung der häuslichen Gemeinschaft (sog. Heimtrennung) „eine Ehe, die für die Volksgemeinschaft wertlos geworden war, die auch für die Ehegatten, die sich ihrer sittlichen Pflichten bewusst waren, nicht mehr zu einem rechten Gemeinschaftsleben führen konnte, auf einem ehrlichen Weg“ zu lösen. Die Scheidung nach dem Zerrüttungsprinzip war bereits in der Weimarer Republik diskutiert worden, aber an der Ablehnung der Zentrumspartei gescheitert. Sie hob allerdings den Vorrang des Verschuldensprinzips bei der Ehescheidung nicht auf. Der Anspruch auf nachehelichen Unterhalt hing nach §§ 69, 66 f. EheG weiterhin vom Anteil der Schuld an der Scheidung einschließlich der Schuld an der Zerrüttung ab.
Neben Änderungen, die z. B. das generelle Eheschließungsverbot ohne elterliche Einwilligung betrafen und dieses begrenzten, konnte eine Ehe auch geschieden werden, wenn ein Ehegatte die Fortpflanzung verweigerte, an einer „schweren ansteckenden oder ekelerregenden Krankheit“ litt oder unfruchtbar war (§§ 48, 52, 53 EheG). Als Scheidungsgrund reichte die Behauptung aus, die Ehefrau sei empfängnisunwillig oder -fähig, selbst wenn aus der Ehe bereits Kinder hervorgegangen waren und die Unfruchtbarkeit erst nach den Schwangerschaften aufgetreten war. Tatsächlich erhöhte sich die Scheidungsquote daraufhin. 
Die Eheverbote wegen „Blutsverschiedenheit“ und „Mangel der Ehetauglichkeit“ bestanden im Reichsgebiet bereits seit 1935 und wurden in das EheG 1938 aufgenommen. § 4 EheG verbot Eheschließungen zwischen „Staatsangehörigen deutschen oder artverwandten Blutes und Personen artfremden Blutes“. Darüber hinaus wurden in § 5 EheG auch jene Eheschließungen verboten, „die aus Gründen der Volksgesundheit unerwünscht“ waren.

## Eheschließung und Ehescheidung nach 1945

### Ehegesetz nach 1945 in Österreich
In Österreich gilt das Ehegesetz von 1938 nach Aufhebung der „reichsdeutschen Vorschriften“ durch die Provisorische Staatsregierung als Bundesgesetz fort, siehe Ehegesetz (Österreich).

### Ehegesetz des Kontrollrates von 1946 in Deutschland
Nach Ende des Zweiten Weltkrieges stand der Alliierte Kontrollrat vor der Aufgabe, das nationalsozialistische Unrecht zu beseitigen. Dabei wählte er nicht den Weg, den alten Zustand des Bürgerlichen Gesetzbuches wiederherzustellen, sondern erließ am 20. Februar 1946 mit dem Kontrollratsgesetz Nr. 16 ein eigenständiges Ehegesetz, welches das Gesetz von 1938 aufhob und ersetzte. Es wurde somit zum Beispiel auch nicht die Bestimmung des alten BGB wiederhergestellt, wonach keine Eheschließung ohne Einwilligung der Eltern erlaubt war. Das „BlutschutzG“ war bereits 1945 durch das Kontrollratsgesetz Nr. 1 aufgehoben worden.
Das Ehegesetz des Kontrollrats (Ehegesetz 1946) galt in allen vier Besatzungszonen, also auch in der sowjetischen. Neben der Beseitigung nationalsozialistischen Unrechts regelte das Ehegesetz auch zahlreiche Fragen, die infolge der Kriegsereignisse entstanden waren.
Der Charakter des Gesetzes wurde geprägt von Generalklauseln, welche sich nicht mehr an der Aufgabenerfüllung innerhalb der nationalsozialistischen Volksgemeinschaft orientierten. Die Interessen der Individuen blieben zweitrangig und die richterliche Entscheidung bei Trennungen unkalkulierbar. Auch an der Benachteiligung von Frauen wurde über das vormalige streng patriarchale Konzept des BGB hinaus festgehalten.
Nach Gründung der Bundesrepublik Deutschland galt es als vorkonstitutionelles Recht fort (Art. 123 Abs. 1, Art. 125 GG) und wurde in das BGBl. III 404-1 aufgenommen.

### Deutsche Demokratischen Republik
Nach Gründung der DDR wurde für deren Gebiet das Ehegesetz durch die Verordnung über Eheschließung und Eheauflösung vom 24. November 1955 (GBl. I S. 849 f.) abgelöst und diese 1965 in das neu geschaffene Familiengesetzbuch (FGB) integriert.

### Bundesrepublik Deutschland
Das Ehegesetz 1946 wurde vom bundesdeutschen Gesetzgeber mehrfach geändert.
Änderungen erfolgten z. B. durch das Gleichberechtigungsgesetz vom 18. Juni 1957 u. a. mit § 1629 BGB (Gesetzliche Vertretung) und § 1631 BGB (Erziehungsrecht). Erst mit dem Ersten Gesetz zur Reform des Ehe- und Familienrechts (1. EheRG) vom 14. Juni 1976 wurde ein Teil der eherechtlichen Bestimmungen (Scheidungsrecht, Versorgungsausgleich) in das BGB zurückgeführt. Hierzu zählte die Nichtigkeit des § 1629, demzufolge die Vertretung des Kindes dem Vater zustand und die Mutter das Kind nur dann vertrat, soweit sie die elterliche Gewalt allein ausübte. Abgeschafft wurde auch der § 1628 BGB über das Entscheidungsrecht des Vaters. Konnten sich die Eltern nicht einigen, so entschied der Vater und hatte auf die Auffassung der Mutter Rücksicht zu nehmen. Diese Regelungen in § 1628 und § 1629 aus dem Gleichberechtigungsgesetz von 1957 waren nach einem Urteil des Bundesverfassungsgerichts von 1959 bereits nichtig, wenn sie dem Gleichberechtigungsgebot offensichtlich widersprachen (BVerfGE 10, 59).

#### Deutsche Wiedervereinigung
Mit Anlage I Kapitel III Sachgebiet B Abschnitt III Ziffer 11 des Einigungsvertrags vom 31. August 1990 wurde der Geltungsbereich in seiner Fassung nach dem Gesetz vom 25. Juli 1986 mit Wirkung vom 3. Oktober 1990 auf ganz Deutschland ausgeweitet:

„Anlage I

[…]

Kapitel III – Geschäftsbereich des Bundesministers der Justiz

[…]

Sachgebiet B: Bürgerliches Recht

[…]

Abschnitt III

Bundesrecht tritt in dem in Artikel 3 des Vertrages genannten Gebiet mit folgenden Maßgaben in Kraft:

[…]

11. Ehegesetz in der im Bundesgesetzblatt Teil III, Gliederungsnummer 404-1, veröffentlichten bereinigten Fassung, zuletzt geändert durch Artikel 6 § 1 des Gesetzes vom 25. Juli 1986 (BGBl. I S. 1142), mit folgenden Maßgaben:
a) §§ 1 bis 21 und §§ 28 bis 37 des Ehegesetzes gelten nicht für Ehen, die vor dem Wirksamwerden des Beitritts geschlossen worden sind. Die Wirksamkeit solcher Ehen bestimmt sich nach dem bisherigen Recht:
b) Ist nach dem bisherigen Recht eine Ehe nichtig, so bestimmen sich die Folgen der Nichtigkeit nach den §§ 23 bis 26 des Ehegesetzes. Dies gilt nicht, wenn eine Ehe vor dem Wirksamwerden des Beitritts für nichtig erklärt worden ist.
c) Ist eine Ehe vor dem Wirksamwerden des Beitritts für nichtig erklärt worden, so bestimmen sich die Folgen der Nichtigkeit nach dem bisherigen Recht. Für den Anspruch auf Unterhalt gelten die Vorschriften über den Unterhalt von Ehegatten; deren Ehe vor dem Wirksamwerden des Beitritts geschieden worden ist, entsprechend. Ein Unterhaltsanspruch besteht nicht, wenn der Berechtigte die Nichtigkeit der Ehe bei der Eheschließung gekannt hat.
d) Ist ein Ehegatte vor dem Wirksamwerden des Beitritts für tot erklärt worden, so bestimmt sich die Beendigung der Ehe nach dem bisherigen Recht. Ist der andere Ehegatte eine neue Ehe eingegangen und ist diese vor dem Wirksamwerden des Beitritts geschieden worden, weil der für tot erklärte Ehegatte noch lebte, so bestimmt sich ein Wiederaufleben der durch die Todeserklärung beendeten Ehe nach dem bisherigen Recht.“

#### Rückführung in das Bürgerliche Gesetzbuch
Die Rückführung der Regelungsmaterien des Ehegesetzes in das Bürgerliche Gesetzbuch erfolgte erst mit dem Gesetz zur Neuordnung des Eheschließungsrechts vom 4. Mai 1998 (BGBl. I S. 833). Art. 14 Abs. 1 dieses Gesetzes hob das Ehegesetz (BGBl III 404-1) mit Wirkung vom 1. Juli 1998 auf und beendete damit ein 52 Jahre währendes Provisorium.